# Аспенштедт
Аспенштедт (нем. Aspenstedt) — коммуна в Германии, в земле Саксония-Анхальт.
Входит в состав района Хальберштадт. Подчиняется управлению Харцфорланд-Хю.  Население составляет 547 человек (на 31 декабря 2006 года). Занимает площадь 7,82 км². Официальный код  —  15 3 57 003.